# هافنيوم
الهافنيوم عنصر كيميائي له الرمز Hf والعدد الذري 72 في الجدول الدوري. وهو فلز انتقالي يشبه الزركونيوم كيميائياً.
الهافنيوم هو معدن انتقالي رباعي التكافؤ، رمادي فضي لامع، يشبه الهافنيوم كيميائيا الزركونيوم ويوجد في العديد من معادن الزركونيوم. تنبأ ديمتري مندليف بوجوده في عام 1869، على الرغم من أنه لم يتم تحديده حتى عام 1923، بواسطة ديرك كوستر وجورج دي هيفسي،  مما يجعله ثاني آخر عنصر ثابت يتم اكتشافه (آخر عنصر الرينيوم). تم تسمية الهافنيوم على اسم هافنيا، الاسم اللاتيني لكوبنهاجن، حيث تم اكتشافه.
يستخدم الهافنيوم في الخيوط والأقطاب. تستخدم بعض عمليات تصنيع أشباه الموصلات أكسيدها في الدوائر المتكاملة عند 45 نانومتر وأطوال ميزة أصغر. تحتوي بعض السبائك الفائقة المستخدمة في تطبيقات خاصة على الهافنيوم مع النيوبيوم أو التيتانيوم أو التنجستن.
يجعل المقطع العرضي الكبير لالتقاط النيوترونات الهافنيوم مادة جيدة لامتصاص النيوترونات في قضبان التحكم في محطات الطاقة النووية، ولكن في نفس الوقت يتطلب إزالته من سبائك الزركونيوم المقاومة للتآكل النيوترونية الشفافة المستخدمة في المفاعلات النووية.

## مميزات

### الخصائص الفيزيائية
الهافنيوم غير لامع، فضي، الدكتايل المعدنية التي هي تآكل المقاوم وما شابه ذلك كيميائيا لالزركونيوم  (بسبب وجود لها نفس العدد من إلكترونات التكافؤ، ويجري في نفس المجموعة، ولكن أيضا ل تأثيرات النسبية، والتوسع المتوقع في يتم إلغاء نصف القطر الذري من الفترة 5 إلى 6 تمامًا تقريبًا بواسطة تقلص اللانثانيد). يتغير الهافنيوم من شكل ألفا، وهو شبكة سداسية الشكل معبأة بشكل وثيق، إلى شكل بيتا، وهو شبكة مكعبة محورها الجسم، عند 2388 كلفن. تتأثر الخصائص الفيزيائية لعينات معدن الهافنيوم بشكل ملحوظ بشوائب الزركونيوم، وخاصة النواة النووية الخصائص، حيث أن هذين العنصرين من أصعب العناصر في الفصل بسبب تشابههما الكيميائي.
الاختلاف الفيزيائي الملحوظ بين هذه المعادن هو كثافتها، حيث يحتوي الزركونيوم على حوالي نصف كثافة الهافنيوم. تتمثل أبرز الخصائص النووية للهافنيوم في المقطع العرضي للنيوترون عالي الحرارة، وأن نوى العديد من نظائر الهافنيوم المختلفة تمتص بسهولة اثنين أو أكثر من النيوترونات لكل منهما. على النقيض من ذلك، يعتبر الزركونيوم شفافًا عمليًا للنيوترونات الحرارية، ويستخدم بشكل شائع للمكونات المعدنية للمفاعلات النووية - وخاصة تكسية قضبان الوقود النووي الخاصة بها.

### الخصائص الكيميائية
يتفاعل الهافنيوم في الهواء لتشكيل طبقة واقية تمنع المزيد من التآكل. لا يتم مهاجمة المعدن بسهولة بواسطة الأحماض ولكن يمكن أن يتأكسد بالهالوجينات أو يمكن أن يحترق في الهواء. مثل أخته الزركونيوم المعدني، الهافنيوم المقسم بدقة يمكن أن يشتعل تلقائيًا في الهواء. المعدن مقاوم للقلويات المركزة.
إن كيمياء الهافنيوم والزركونيوم متشابهة لدرجة أنه لا يمكن فصل الاثنين على أساس تفاعلات كيميائية مختلفة. نقاط الانصهار ونقاط الغليان للمركبات وقابلية الذوبان في المذيبات هي الاختلافات الرئيسية في كيمياء هذين العنصرين.

### النظائر
تمت ملاحظة ما لا يقل عن 34 نظيرًا للهافنيوم، تتراوح كتلتها من 153 إلى 186. وتتراوح النظائر الخمسة المستقرة بين 176 و 180. تتراوح فترات نصف العمر للنظائر المشعة من 400 فقط مللي ثانية لـ 153 Hf،  إلى 2.0 بتاييرس (10 - 15 سنة) للأكثر استقرارًا، 174 Hf.
كان الأيزومر النووي 178m2 Hf في قلب الجدل لعدة سنوات بشأن استخدامه المحتمل كسلاح.

### حقيقة

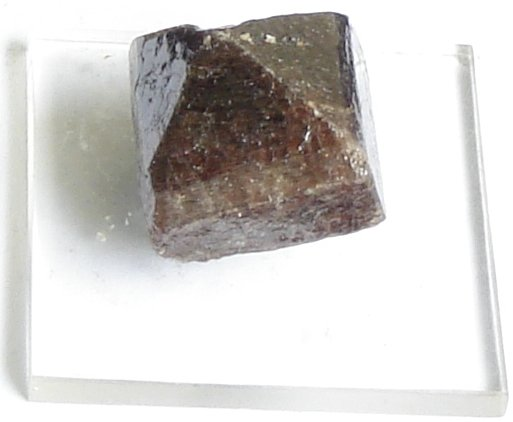
كريستال زركون (2 × 2 سم) من توكانتينز البرازيلية.

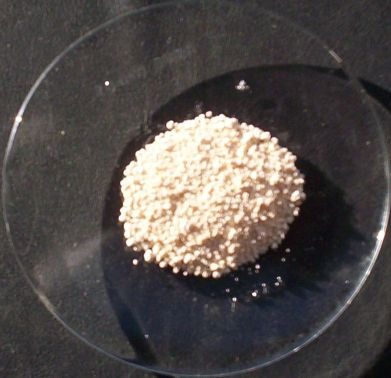
ثاني أكسيد الهافنيوم.

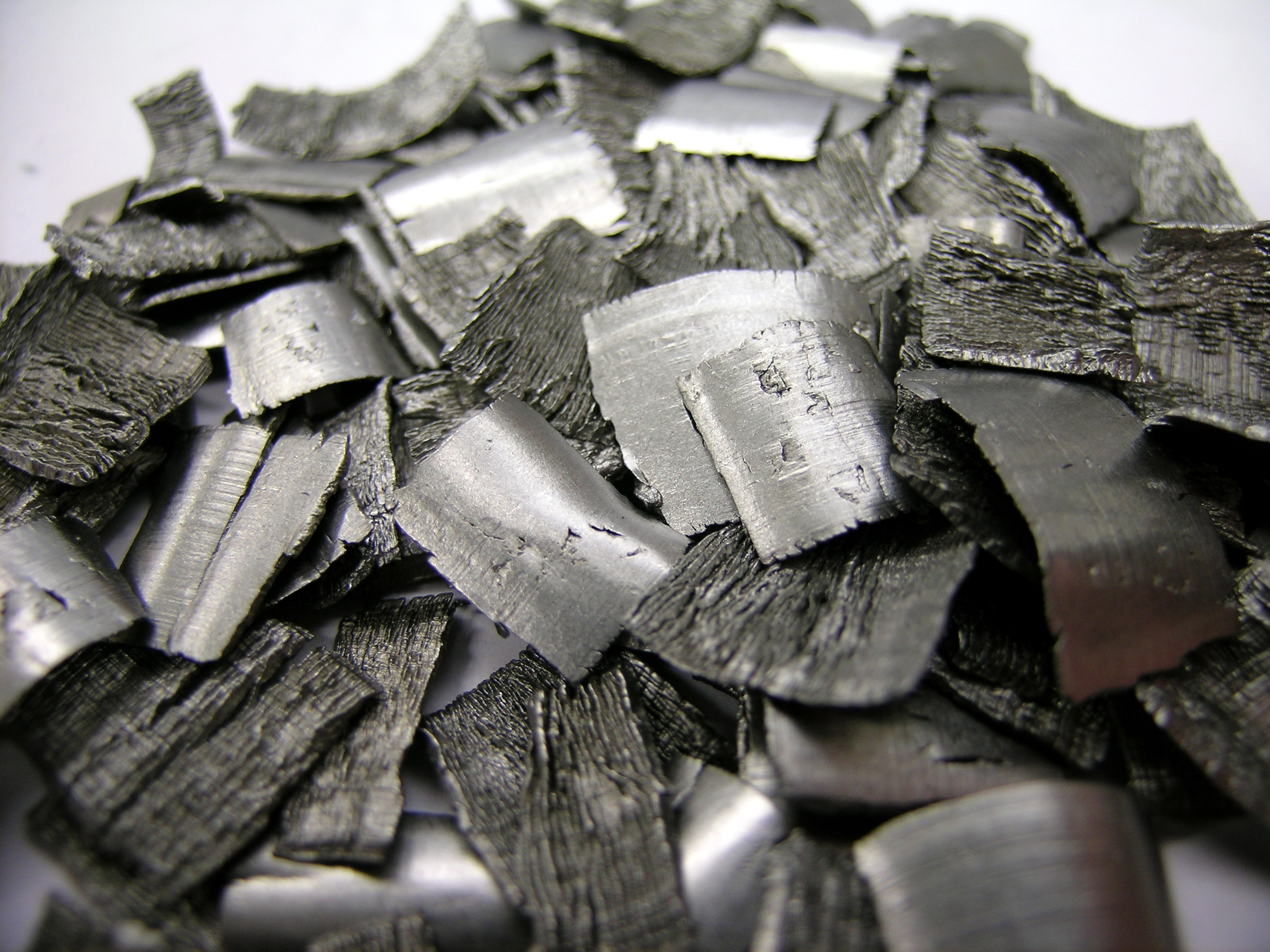
قطع الهافنيوم.

ويقدر الهافنيوم لتعويض نحو 5.8 جزء في المليون من الأرض العليا الصورة القشرة من الكتلة. لا توجد كعنصر حر على الأرض، ولكنها توجد مجتمعة في محلول صلب مع الزركونيوم في مركبات الزركونيوم الطبيعية مثل الزركون، ZrSiO 4، والتي عادة ما يتم استبدال حوالي 1-4٪ من Zr بـ Hf. نادرًا ما تزداد نسبة Hf / Zr أثناء التبلور لإعطاء معدن متساوي البنية وهو الهافنون، مع Hf > Zr. كما أنه هناك اسم قديم لمجموعة متنوعة من الزركون تحتوي على نسبة عالية من Hf بشكل غير عادي وهو الألفايت.
المصدر الرئيسي لخامات الزركون (ومن ثم الهافنيوم) هو رواسب خام الرمال المعدنية الثقيلة، والبيغماتيت، ولا سيما في البرازيل وملاوي، والاختراقات الكربونية، ولا سيما رواسب التاج المتعددة الفلزات في ماونت ويلد، غرب أستراليا. مصدر محتمل للالهافنيوم هو أحجار بركانية التراكيت تحتوي نادر الزركون-الهافنيوم السيليكات يوديالايت أو ارمسترونجيت، في دوبو في نيو ساوث ويلز، أستراليا.

## إنتاج

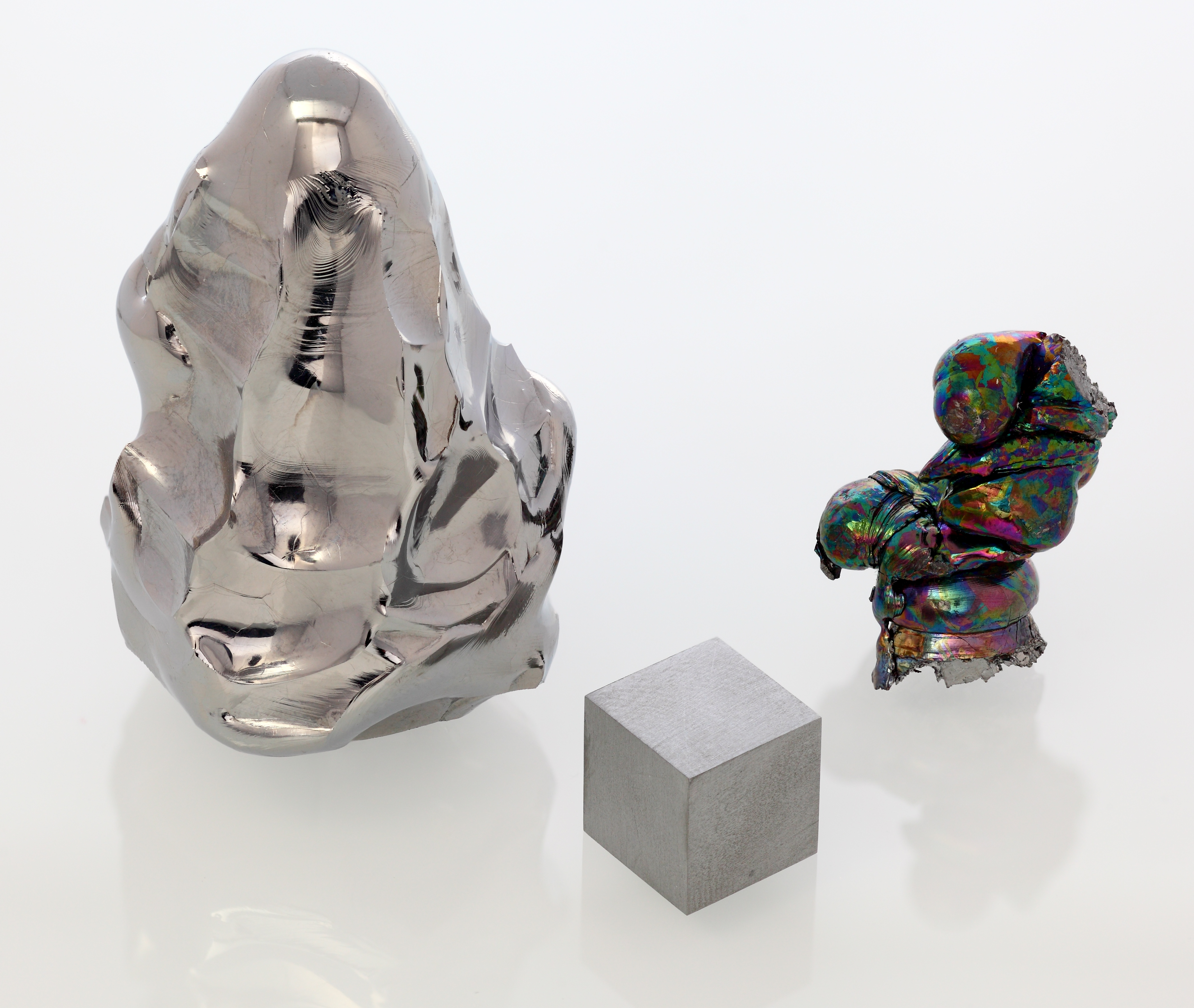
طرف مذاب من قطب استهلاكي للهافنيوم مستخدم في فرن إعادة صهر شعاع الإلكترون، ومكعب 1 سم، وسبائك معاد صهر شعاع الإلكترون من الهافنيوم المؤكسد (من اليسار إلى اليمين)

تنتج رواسب خام المعادن الثقيلة من خامات التيتانيوم والإلمينيت والروتيل معظم الزركونيوم المستخرج من التعدين، وبالتالي أيضًا معظم الهافنيوم.
الزركونيوم هو معدن مكسو بقضيب وقود نووي جيد، مع الخصائص المرغوبة لمقطع عرضي منخفض للغاية لالتقاط النيوترون واستقرار كيميائي جيد في درجات الحرارة العالية. ومع ذلك، بسبب خصائص امتصاص الهافنيوم للنيوترونات، فإن شوائب الهافنيوم في الزركونيوم قد تجعله أقل فائدة لتطبيقات المفاعلات النووية. وبالتالي، فإن الفصل شبه الكامل للزركونيوم والهافنيوم ضروري لاستخدامهما في الطاقة النووية. يعتبر إنتاج الزركونيوم الخالي من الهافنيوم المصدر الرئيسي للهافنيوم.

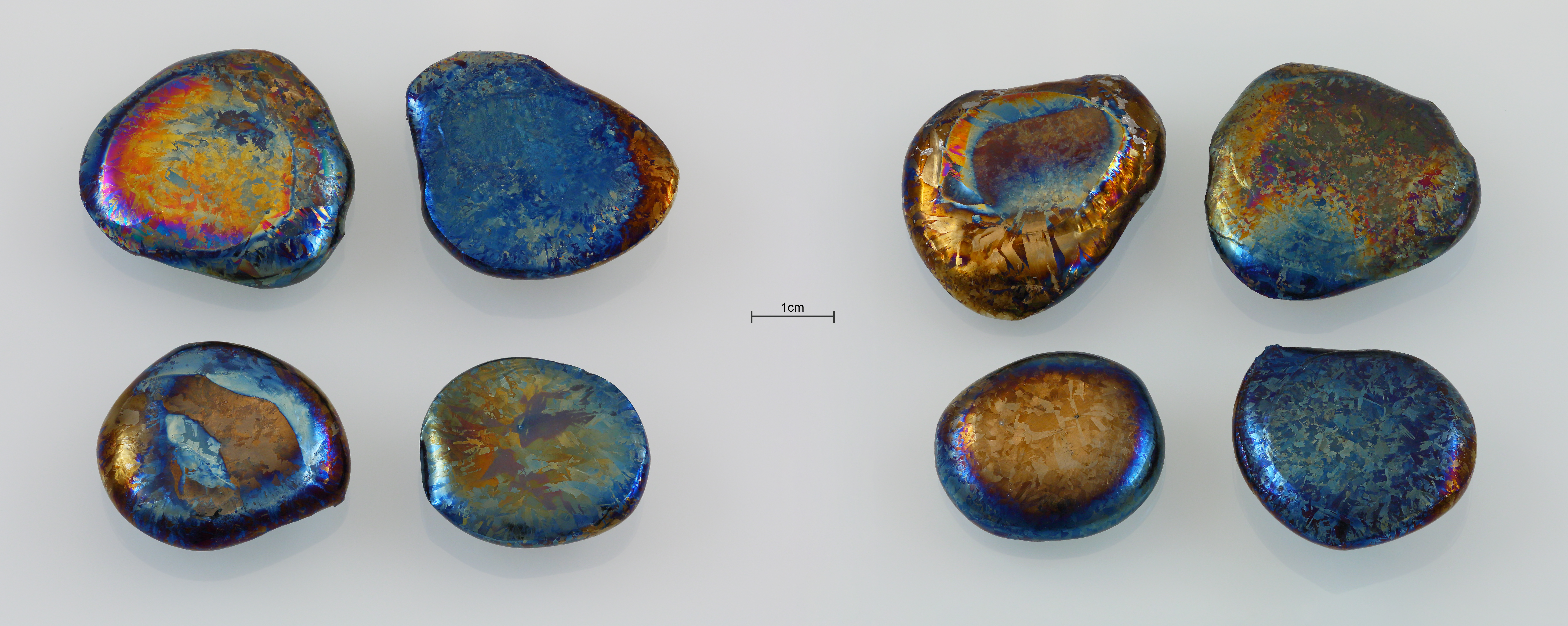
سبائك مؤكسدة الهافنيوم التي تظهر تأثيرات بصرية رقيقة.

الخصائص الكيميائية للهافنيوم والزركونيوم متطابقة تقريبًا، مما يجعل الفصل بين الاثنين صعبًا. الطرق المستخدمة لأول مرة - التبلور الجزئي لأملاح فلوريد الأمونيوم  أو التقطير الجزئي للكلوريد  - لم يثبت أنها مناسبة للإنتاج على نطاق صناعي. بعد اختيار الزركونيوم كمادة لبرامج المفاعلات النووية في الأربعينيات من القرن الماضي، كان لابد من تطوير طريقة فصل. تم تطوير عمليات استخلاص السوائل باستخدام مجموعة متنوعة من المذيبات ولا تزال تُستخدم لإنتاج الهافنيوم. يتم إنتاج حوالي نصف معدن الهافنيوم المصنوع كمنتج ثانوي لتنقية الزركونيوم. المنتج النهائي للفصل هو كلوريد الهافنيوم (IV) . يتم تحويل كلوريد الهافنيوم المنقى (IV) إلى المعدن عن طريق الاختزال بالمغنيسيوم أو الصوديوم، كما هو الحال في عملية كرول.
HfCl4 + 2 Mg (1100 °C) → 2 MgCl2 + Hf
يتم إجراء مزيد من التنقية بواسطة تفاعل نقل كيميائي طورته شركة Arkel and de Boer : في وعاء مغلق، يتفاعل الهافنيوم مع اليود عند درجات حرارة تبلغ 500 ° C، مكونًا يوديد الهافنيوم (IV) ؛ في خيوط التنجستن عام 1700 درجة مئوية يحدث التفاعل العكسي، ويتم تحرير اليود والهافنيوم. يشكل الهافنيوم طبقة صلبة عند خيوط التنجستن، ويمكن أن يتفاعل اليود مع الهافنيوم الإضافي، مما ينتج عنه معدل دوران ثابت لليود.
Hf + 2 I2 (500 °C) → HfI4
HfI4 (1700 °C) → Hf + 2 I2

## مركبات كيميائية
بسبب انكماش اللانثانيد، فإن نصف القطر الأيوني للهافنيوم (IV) (0.78 أنجستروم) هو نفسه تقريبًا مثل الزركونيوم (IV) (0.79 انجستروم). وبالتالي، فإن مركبات الهافنيوم (IV) والزركونيوم (IV) لها خصائص كيميائية وفيزيائية متشابهة جدًا. يميل الهافنيوم والزركونيوم إلى التواجد معًا في الطبيعة وتشابه نصف قطرهما الأيوني يجعل فصلهما الكيميائي صعبًا نوعًا ما. يميل الهافنيوم إلى تكوين مركبات غير عضوية في حالة الأكسدة +4. تتفاعل الهالوجينات معها لتكوين رباعي الهفنيوم. في درجات الحرارة المرتفعة، يتفاعل الهافنيوم مع الأكسجين والنيتروجين والكربون والبورون والكبريت والسيليكون. بعض مركبات الهافنيوم في حالات الأكسدة المنخفضة معروفة.
كلوريد الهافنيوم (IV) ويوديد الهافنيوم (IV) لهما بعض التطبيقات في إنتاج وتنقية معدن الهافنيوم. إنها مواد صلبة متطايرة ذات هياكل بوليمرية. هذه رباعي الكلوريد هي سلائف لمركبات الهافنيوم العضوي المختلفة مثل ثنائي كلوريد الهافنوسين ورباعي بنزيلهافنيوم.
الأبيض أكسيد الهافنيوم (الوقود الثقيل 2)، مع نقطة ذوبان 2812 درجة مئوية ونقطة غليان حوالي 5100 درجة مئوية، تشبه إلى حد بعيد الزركونيا، ولكنها أساسية قليلاً. كربيد الهافنيوم هو أكثر المركبات الثنائية المعروفة مقاومة للحرارة، مع نقطة انصهار تزيد عن 3890 درجة مئوية، ونيتريد الهافنيوم هو الأكثر مقاومة للحرارة من بين جميع نيتريدات المعادن المعروفة، مع نقطة انصهار تبلغ 3310 درجة مئوية. وقد أدى ذلك إلى مقترحات مفادها أن الهافنيوم أو كربيداته قد تكون مفيدة كمواد بناء معرضة لدرجات حرارة عالية جدًا. كربيد التنتالوم المختلط كربيد الهافنيوم (Ta4HfC5) تمتلك أعلى نقطة انصهار لأي مركب معروف حاليًا، وهي 4,263 ك (3,990 °م؛ 7,214 °ف) . تشير عمليات المحاكاة الحديثة للكمبيوتر العملاق إلى وجود سبيكة الهافنيوم بنقطة انصهار تبلغ 4400 ك.

## تاريخ

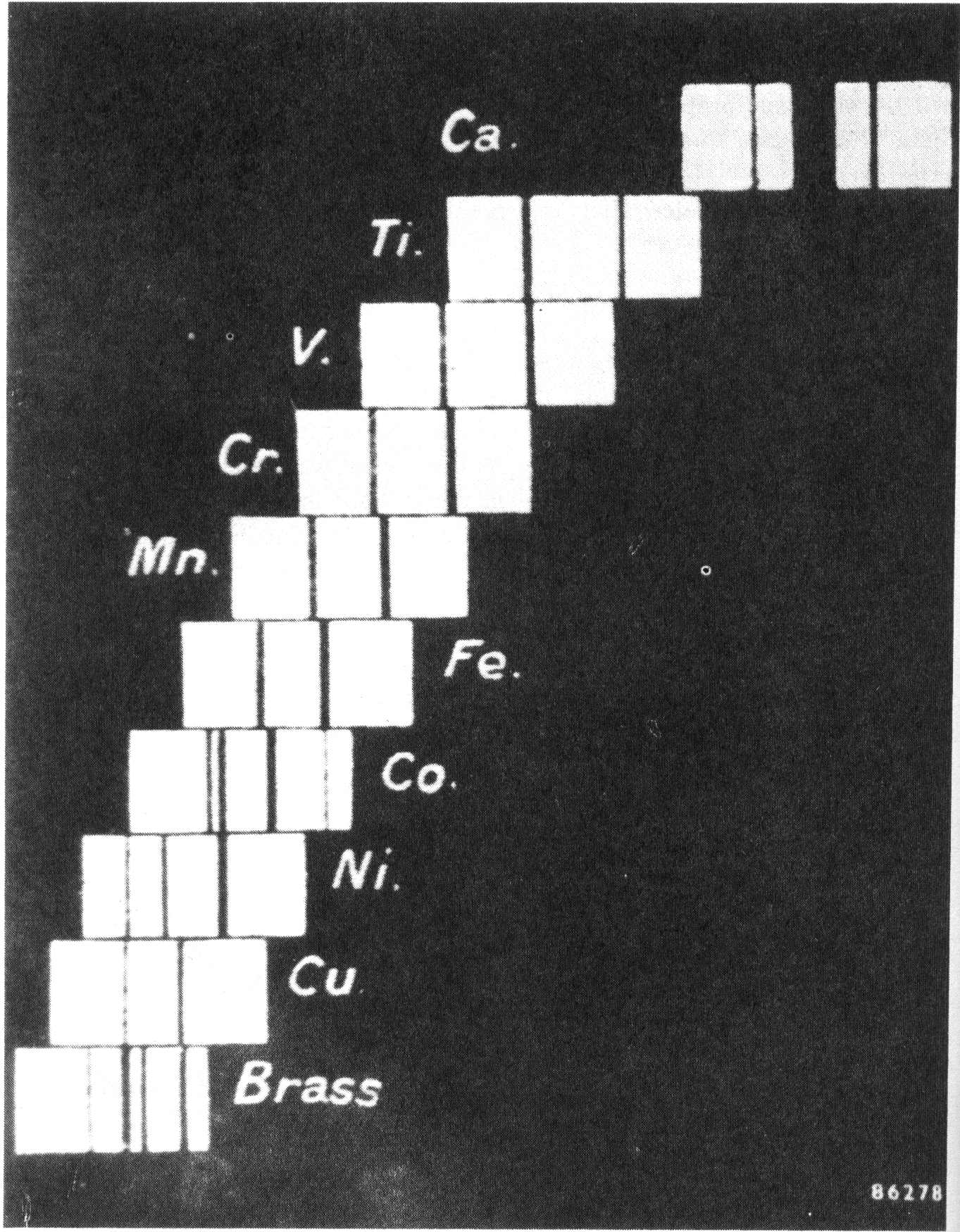
التسجيل التصويري لخطوط انبعاث الأشعة السينية المميزة لبعض العناصر

في تقريره عن القانون الدوري للعناصر الكيميائية، في عام 1869، تنبأ ديمتري مندليف ضمنيًا بوجود نظير أثقل من التيتانيوم والزركونيوم. في وقت صياغته في عام 1871، اعتقد منديليف أن العناصر مرتبة حسب كتلها الذرية ووضع اللانثانوم (العنصر 57) في البقعة الموجودة أسفل الزركونيوم. تم وضع العناصر بدقة ومكان العناصر المفقودة من خلال تحديد الوزن المحدد للعناصر ومقارنة الخصائص الكيميائية والفيزيائية.
أظهر التحليل الطيفي للأشعة السينية الذي أجراه هنري موزلي في عام 1914 اعتمادًا مباشرًا بين الخط الطيفي والشحنة النووية الفعالة. أدى ذلك إلى استخدام الشحنة النووية، أو العدد الذري لعنصر ما، للتأكد من مكانه في الجدول الدوري. باستخدام هذه الطريقة، حدد موزلي عدد اللانثانيدات وأظهر الفجوات في تسلسل العدد الذري في الأرقام 43 و 61 و 72 و 75.
أدى اكتشاف الثغرات إلى بحث مكثف عن العناصر المفقودة. في عام 1914، ادعى العديد من الأشخاص الاكتشاف بعد أن تنبأ هنري موسلي بالفجوة في الجدول الدوري للعنصر 72 الذي لم يتم اكتشافه بعد ذلك. أكد جورج أوربين أنه وجد العنصر 72 في العناصر الأرضية النادرة في عام 1907 ونشر نتائجه على السلتيوم في عام 1911. لا الأطياف ولا السلوك الكيميائي الذي ادعى أنه يتطابق مع العنصر الذي تم العثور عليه لاحقًا، وبالتالي تم رفض ادعائه بعد جدل طويل الأمد. كان الجدل جزئيًا بسبب تفضيل الكيميائيين للتقنيات الكيميائية التي أدت إلى اكتشاف السلتيوم، بينما اعتمد الفيزيائيون على استخدام طريقة التحليل الطيفي بالأشعة السينية الجديدة التي أثبتت أن المواد التي اكتشفها أوربان لا تحتوي على العنصر 72. في عام 1921،  أن العنصر 72 يجب أن يشبه الزركونيوم، وبالتالي لم يكن جزءًا من مجموعة العناصر الأرضية النادرة. بحلول أوائل عام 1923، اتفق نيلز بور وآخرون مع بيري. استندت هذه الاقتراحات إلى نظريات بور عن الذرة التي كانت متطابقة مع الكيميائي تشارلز بوري،  التحليل الطيفي بالأشعة السينية لموزلي، والحجج الكيميائية لفريدريك بانيث.
بتشجيع من هذه الاقتراحات وظهور ادعاءات أوربين في عام 1922 بأن العنصر 72 كان عنصرًا أرضيًا نادرًا تم اكتشافه في عام 1911، كان ديرك كوستر وجورج هيفيشي متحمسين للبحث عن عنصر جديد في خامات الزركونيوم. اكتشف الاثنان الهافنيوم في عام 1923 في كوبنهاغن، الدنمارك، مما يثبت صحة التنبؤ الأصلي لعام 1869 لمندليف. تم العثور عليه في نهاية المطاف في الزركون في النرويج من خلال التحليل الطيفي للأشعة السينية. أدى المكان الذي تم فيه الاكتشاف إلى تسمية العنصر بالاسم اللاتيني لـ «كوبنهاغن»، هافنيا، مسقط رأس نيلز بور. اليوم، تستخدم كلية العلوم بجامعة كوبنهاغن في ختمها صورة منمنمة لذرة الهافنيوم.
تم فصل الهافنيوم عن الزركونيوم من خلال إعادة بلورة الأمونيوم المزدوج أو فلوريد البوتاسيوم بواسطة فالديمار ثال جانتزن وفون هيفيسي. كان أنطون إدوارد فان أركيل وجان هندريك دي بوير أول من أعد الهافنيوم المعدني عن طريق تمرير بخار الهافنيوم رباعي اليود فوق خيوط تنجستن ساخنة في عام 1924. لا تزال عملية التنقية التفاضلية للزركونيوم والهافنيوم قيد الاستخدام حتى اليوم.
في عام 1923، كانت ستة عناصر متوقعة لا تزال مفقودة من الجدول الدوري: 43 (تكنيتيوم) و 61 (بروميثيوم) و 85 (أستاتين) و 87 (فرانسيوم) عناصر مشعة ولا توجد إلا بكميات ضئيلة في البيئة،  مما يجعل العناصر 75 (الرينيوم) و 72 (الهافنيوم) آخر عنصرين غير مشعين غير معروفين.

## التطبيقات
يستخدم معظم الهافنيوم المنتج في تصنيع قضبان التحكم في المفاعلات النووية.
تساهم العديد من التفاصيل في حقيقة أنه لا يوجد سوى عدد قليل من الاستخدامات التقنية للهافنيوم: أولاً، التشابه الوثيق بين الهافنيوم والزركونيوم يجعل من الممكن استخدام الزركونيوم الأكثر وفرة في معظم التطبيقات؛ ثانيًا، كان الهافنيوم متاحًا لأول مرة كمعدن نقي بعد استخدامه في الصناعة النووية للزركونيوم الخالي من الهافنيوم في أواخر الخمسينيات. علاوة على ذلك، فإن الوفرة المنخفضة وتقنيات الفصل الصعبة الضرورية تجعلها سلعة نادرة. عندما انخفض الطلب على الزركونيوم الخالي من الهافنيوم عقب كارثة فوكوشيما، ارتفع سعر الهافنيوم بشكل حاد من حوالي 500-600 دولار / كجم في 2014 إلى حوالي 1000 دولار / كجم في 2015.

### المفاعلات النووية
يمكن لنواة العديد من نظائر الهافنيوم أن تمتص كل منها نيوترونات متعددة. وهذا يجعل الهافنيوم مادة جيدة لاستخدامها في قضبان التحكم في المفاعلات النووية. في النيوترون التقاط المقطع العرضي (التقاط الرنين أنا لا يتجزأ س ≈ 2000 الحظائر)  حوالي 600 مرة من الزركونيوم (العناصر الأخرى التي هي جيدة لامتصاص النيوترونات لقضبان التحكم والكادميوم والبورون). تسمح الخصائص الميكانيكية الممتازة وخصائص مقاومة التآكل الاستثنائية باستخدامه في البيئة القاسية لمفاعلات الماء المضغوط. يستخدم مفاعل الأبحاث الألماني FRM II ‏ الهافنيوم كممتص للنيوترونات. كما أنه شائع أيضًا في المفاعلات العسكرية، لا سيما في المفاعلات البحرية الأمريكية،  ولكن نادرًا ما يوجد في المفاعلات المدنية، ويعتبر اللب الأول لمحطة شيبينقبورت للطاقة الذرية (تحويل مفاعل بحري) استثناءً ملحوظًا.

### سبائك

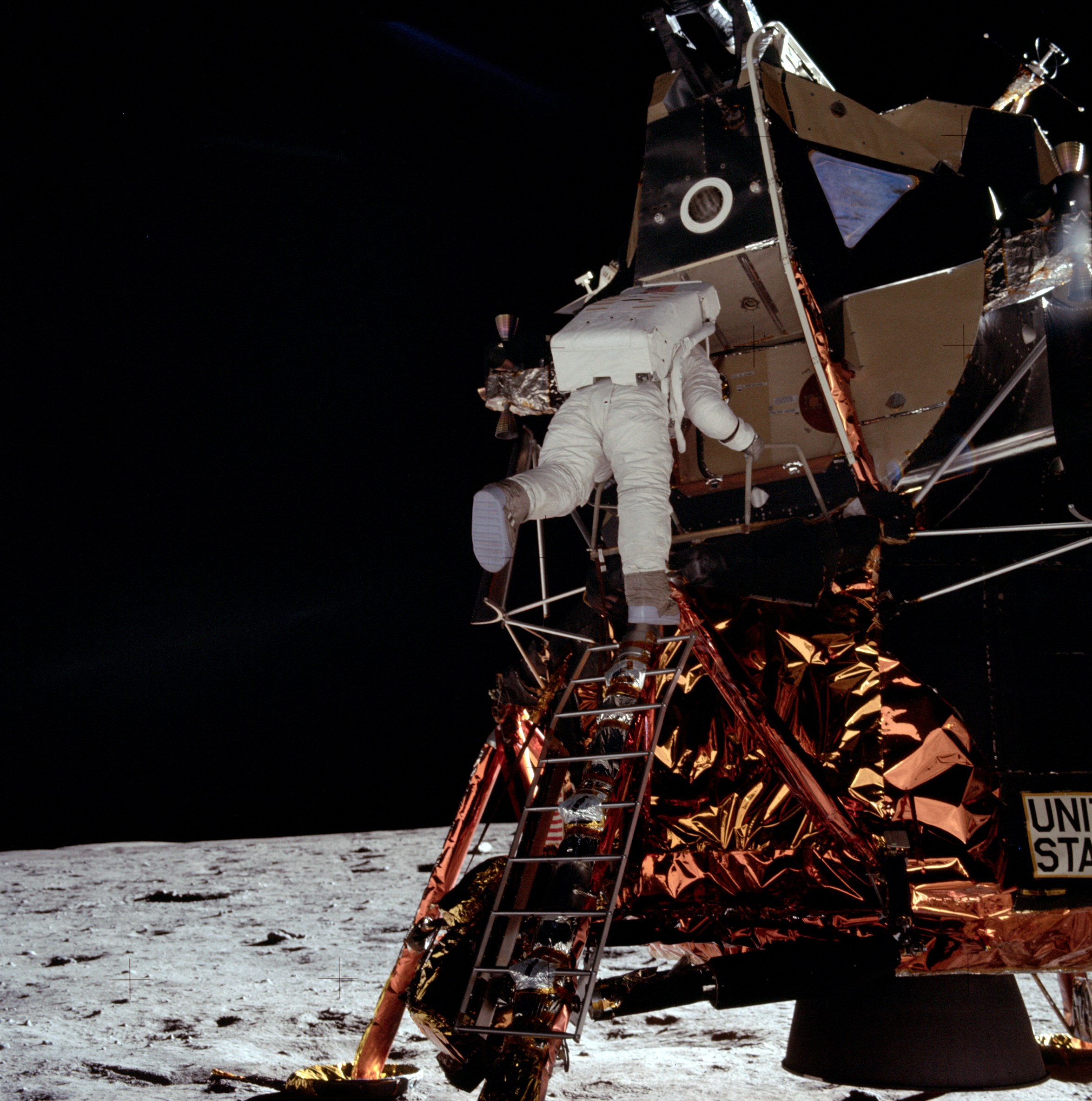
فوهة صاروخية تحتوي على الهافنيوم في وحدة أبولو القمرية في الركن الأيمن السفلي

يستخدم الهافنيوم في سبائك الحديد والتيتانيوم والنيوبيوم والتنتالوم ومعادن أخرى. السبيكة المستخدمة لفوهات دفع الصواريخ السائلة، على سبيل المثال المحرك الرئيسي لوحدات أبولو القمرية، هي C103 التي تتكون من 89٪ نيوبيوم، 10٪ هافنيوم و 1٪ تيتانيوم.
تزيد الإضافات الصغيرة من الهافنيوم من التصاق مقاييس الأكسيد الواقية على السبائك القائمة على النيكل. إنه يحسن بالتالي مقاومة التآكل خاصة في ظل ظروف درجة الحرارة الدورية التي تميل إلى كسر مقاييس الأكسيد عن طريق إحداث ضغوط حرارية بين المادة السائبة وطبقة الأكسيد.

### المعالجات الدقيقة
يتم استخدام المركبات القائمة على الهافنيوم في عوازل البوابة في 45 نانومتر جيل من الدوائر المتكاملة من إنتل وآي بي إم وغيرها. المركبات القائمة على أكسيد الهافنيوم هي عوازل كهربائية عملية عالية k، مما يسمح بتقليل تيار تسرب البوابة مما يحسن الأداء في مثل هذه المقاييس.

### جيوكيمياء النظائر
تُستخدم نظائر الهافنيوم واللوتيتيوم (جنبًا إلى جنب مع الإيتربيوم) أيضًا في الكيمياء الجيولوجية النظيرية والتطبيقات الجيولوجية الزمنية، في تأريخ اللوتيتيوم- الهافنيوم. غالبًا ما يستخدم كمتتبع للتطور النظائري لغطاء الأرض عبر الزمن. وذلك لأن 176 Lu تتحلل إلى 176 Hf مع عمر نصف يبلغ حوالي 37 مليار سنة.
في معظم المواد الجيولوجية، يعتبر الزركون هو المضيف المهيمن للهافنيوم (> 10000 جزء في المليون) وغالبًا ما يكون محور دراسات الهافنيوم في الجيولوجيا. يتم استبدال الهافنيوم بسهولة في الشبكة البلورية الزركون، وبالتالي فهو مقاوم للغاية للتنقل والتلوث بالهافنيوم. يحتوي الزركون أيضًا على نسبة منخفضة جدًا من LU / Hf، مما يجعل أي تصحيح للوتيتيوم الأولي هو الحد الأدنى. على الرغم من أنه يمكن استخدام نظام Lu / Hf لحساب " عمر النموذج "، أي الوقت الذي اشتُق فيه من خزان نظيري معين مثل الوشاح المستنفد، فإن هذه «الأعمار» لا تحمل نفس الأهمية الجيولوجية مثل غيرها من التقنيات الجيولوجية الزمنية حيث أن النتائج غالبًا ما تسفر عن مخاليط نظيرية وبالتالي توفر متوسط عمر المادة التي اشتُقت منها.
العقيق هو معدن آخر يحتوي على كميات ملحوظة من الهافنيوم ليكون بمثابة مقياس الجيوكرونومتر. تجعل نسب Lu / Hf العالية والمتغيرة الموجودة في العقيق مفيدة في تحديد تاريخ الأحداث المتحولة. 

### استخدامات أخرى
نظرًا لمقاومته للحرارة وقابليته للأكسجين والنيتروجين، يعتبر الهافنيوم كاسحًا جيدًا للأكسجين والنيتروجين في المصابيح المملوءة بالغاز والمتوهجة. يستخدم الهافنيوم أيضًا كقطب كهربائي في قطع البلازما نظرًا لقدرته على إلقاء الإلكترونات في الهواء.
كان محتوى الطاقة العالي البالغ 178 مترًا مربعًا من الترددات العالية مصدر قلق لبرنامج ممول من وكالة داربا في الولايات المتحدة. خلص هذا البرنامج في النهاية إلى أن استخدام أيزومر الهافنيوم النووي عالي التردد 178 مترًا مربعًا المذكور أعلاه لبناء أسلحة عالية الإنتاجية بآليات إطلاق الأشعة السينية - وهو تطبيق لانبعاثات غاما المستحثة - لم يكن ممكنًا بسبب تكلفته. انظر جدل الهافنيوم.
يمكن تحضير مركبات ميتالوسين الهافنيوم من رابع كلوريد الهافنيوم وأنواع مختلفة من يجند من نوع حلقي البنتادين. ربما يكون أبسط ميتالوسين الهافنيوم هو ثنائي كلوريد الهافنوسين. تعد مركبات الهافنيوم ميتالوسين جزءًا من مجموعة كبيرة من مجموعة محفزات ميتالوسين المعادن الانتقالية  والتي تُستخدم في جميع أنحاء العالم في إنتاج راتنجات البولي أوليفين مثل البولي إيثيلين والبولي بروبيلين.
يستخدم مع الزركونيم لتغطية أقطاب اليورانيوم، ويستخدم أيضا كمادة تصنع منها أقطاب التحكم في المفاعلات النووية.

## الاحتياطات
يحتاج إلى رعاية الواجب اتخاذها عند بالقطع الهافنيوم لأنها قابلة للإشتعال الجسيمات-غرامة يمكن عفويا قابل للاحتراق عند تعرضها للهواء. نادرًا ما يصادف معظم الناس المركبات التي تحتوي على هذا المعدن. لا يعتبر المعدن النقي سامًا، ولكن يجب التعامل مع مركبات الهافنيوم كما لو كانت سامة لأن الأشكال الأيونية للمعادن تكون في العادة أكثر عرضة لخطر السمية، وقد تم إجراء اختبارات محدودة على الحيوانات لمركبات الهافنيوم.
يمكن أن يتعرض الناس للهافنيوم في مكان العمل عن طريق استنشاقه وابتلاعه وملامسته للجلد وملامسة العين. حددت إدارة السلامة والصحة المهنية (OSHA) الحد القانوني (حد التعرض المسموح به) للتعرض لمركبات الهافنيوم والهافنيوم في مكان العمل مثل TWA 0.5 مجم / م 3 خلال يوم عمل مدته 8 ساعات. حدد المعهد الوطني للسلامة والصحة المهنية (NIOSH) نفس حد التعرض الموصى به (REL). عند مستويات 50 ملغم / م 3، الهافنيوم يشكل خطرا على الحياة والصحة.

## المؤلفات
- Scerri، E.R. (2013). A tale of seven elements. Oxford: Oxford University Press. ISBN:9780195391312.

## روابط خارجية
- الهافنيوم في الجدول الدوري للعناصر في مختبر لوس ألاموس الوطني.
- الهافنيوم في الجدول الدوري لمقاطع الفيديو (جامعة نوتنجهام).
- بيانات الهافنيوم الفنية والسلامة.
- بنك بيانات المواد الخطرة NLM - الهافنيوم، عنصري.
- دون كلارك: تحولات إنتل من السيليكون لرفع أداء الرقاقة - وول ستريت جورنال، 2007.
- تقنية معالجة Intel 45nm القائمة على الهافنيوم.
- CDC - دليل الجيب NIOSH للمخاطر الكيميائية.
- https://colnect.com/en/coins/list/composition/168-Hafnium.